# Helene Richter (Malerin)

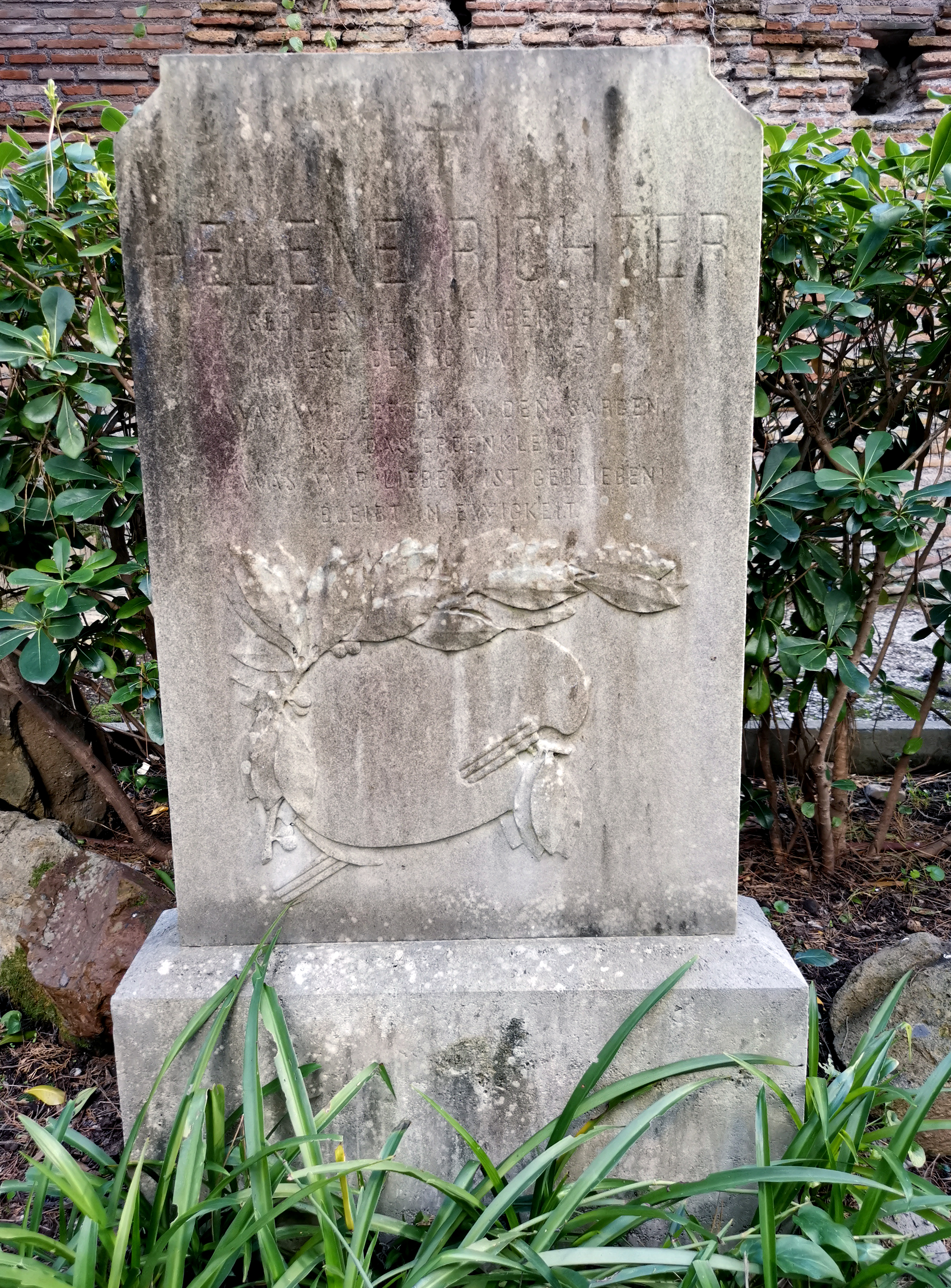
Grab auf dem Nichtkatholischen (Protestantischen) Friedhof Rom

Helene Richter (* 14. November 1834 in Mainz; † 10. Mai 1913 in Rom) war eine deutsche Genre- und Porträtmalerin.

## Leben

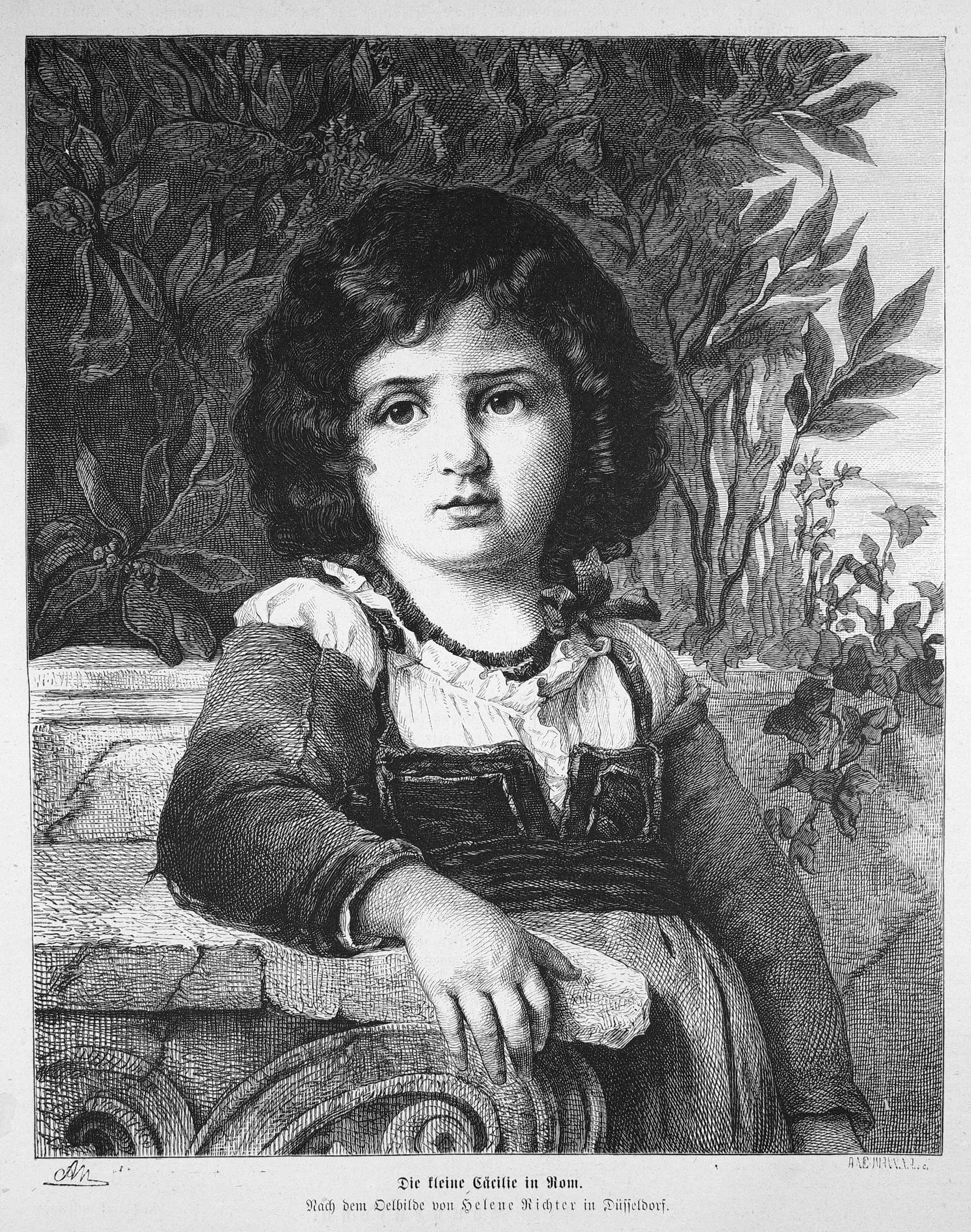
Die kleine Cäcilie in Rom, Illustration nach einem Ölbild von Helene Richter in der Zeitschrift Die Gartenlaube, 1874

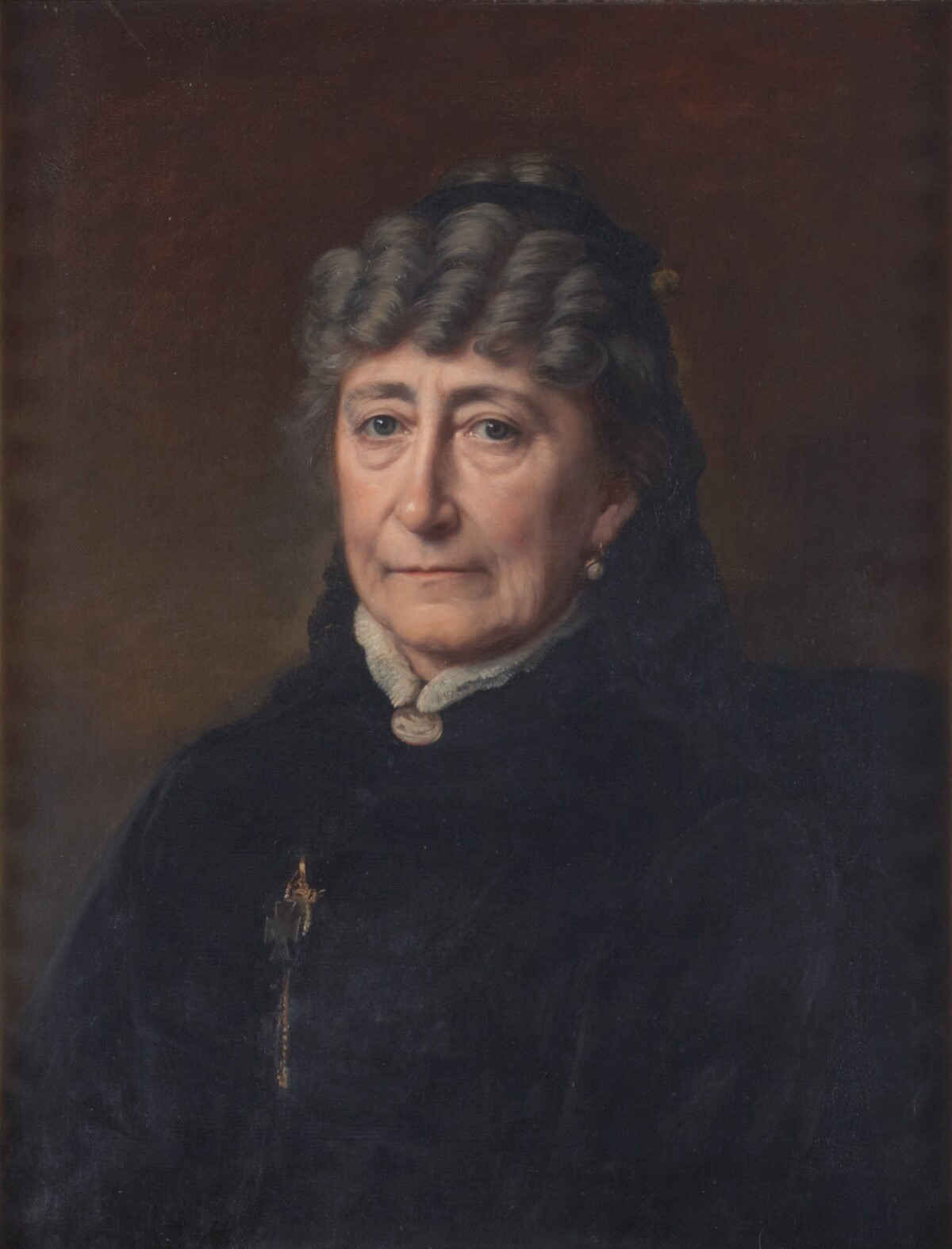
Lotte Hegewisch, vor 1890, Kunsthalle zu Kiel

Richter lebte in Berlin, Düsseldorf und Rom. In den Jahren 1856 bis 1866 beschickte sie von Berlin aus die Ausstellungen der Berliner Akademie mit ihren Bildern, in den Jahren 1868 bis 1890 von Düsseldorf bzw. Rom aus. Als Mitglied des Vereins der Berliner Künstlerinnen war sie von 1870 bis 1882 auf dessen Kunstausstellungen vertreten. Im 1882 zeigte sie Arbeiten auf der 23. Kunstausstellung des Kunstvereins Bremen. Auch in Dresden stellte sie aus.
In Düsseldorf war sie Privatschülerin des Genre- und Porträtmalers Franz Thöne. In Rom, wo sie bis zu ihrem Lebensende wohnte, verkehrte sie im Milieu der Deutschrömer, etwa mit der Malerin und Fotografin Emma Planck, mit der sie eine Lebens- und Arbeitsgemeinschaft begründete, und mit dem Schriftsteller Richard Voß. Recht bekannt ist ihr Porträt der Schriftstellerin Hermione von Preuschen. In der Sammlung der Kunsthalle zu Kiel befindet sich das von ihr gemalte Altersbildnis der Mäzenin Lotte Hegewisch. Richters Grabstätte liegt auf dem Cimitero acatolico in Rom.